# 亀山市立図書館
亀山市立図書館（かめやましりつとしょかん）は、三重県亀山市御幸町にある公立図書館。関町泉ケ丘に関図書室を置く。
1928年（昭和3年）に亀山町立図書館として開館し、文教都市・亀山を支えてきた。市民ボランティアと共同して1986年（昭和61年）より2020年（令和2年）まで電話で創作童話を流す「テレホン童話」を実施していた。

## 歴史

### 町立から市立へ（1928-1980）
鈴鹿峠を控えた亀山は、東海道の宿場町として、また伊勢亀山藩の城下町として栄えた街である。亀山藩主は学問を重んじ、藩校「明倫舎」を設けたため、学問や芸術文化が花開き、近代には1904年（明治37年）に三重県女子師範学校（後の三重師範学校女子部）が設立されるなど文教都市としての性格も帯びていた。
1928年（昭和3年）3月28日、鈴鹿郡亀山町西丸に亀山町立図書館が開館した。この図書館は亀山尋常高等小学校（現・亀山市立亀山西小学校）の一角、亀山尋常高等小学校記念館に設置された。1928年（昭和3年）には、三重県庁が「市町村立図書館設置奨励ニ関スル件」という訓令を発して図書館の設置を呼び掛けたこともあり、同年だけで亀山町立図書館を含め12館もの図書館が三重県内で開館している。当時の亀山町立図書館は年中無休で開館していたため、閲覧者数は県内有数であり、1930年（昭和5年）の統計では蔵書数2,750冊、閲覧者数12,322人であった。
1937年（昭和12年）4月1日、鉄筋コンクリート構造2階建ての新築館舎へ移転した。同年には蔵書数が4,678冊に増加した一方で、閲覧者数は10,629人に減少している。『三重県教育史』は職員数が極端に少ないのが原因ではないかと推察している。1942年（昭和17年）6月20日には三重県図書館協会主催の「図書館教育研究会」を亀山町立図書館で開催し、青年に向けた読書指導の在り方を研究した。三重県図書館協会は1940年（昭和15年）5月に設立されたばかりで、当初は館長会としての側面が強かったものの、三重県で初めて図書館間のつながりを作った組織となった。

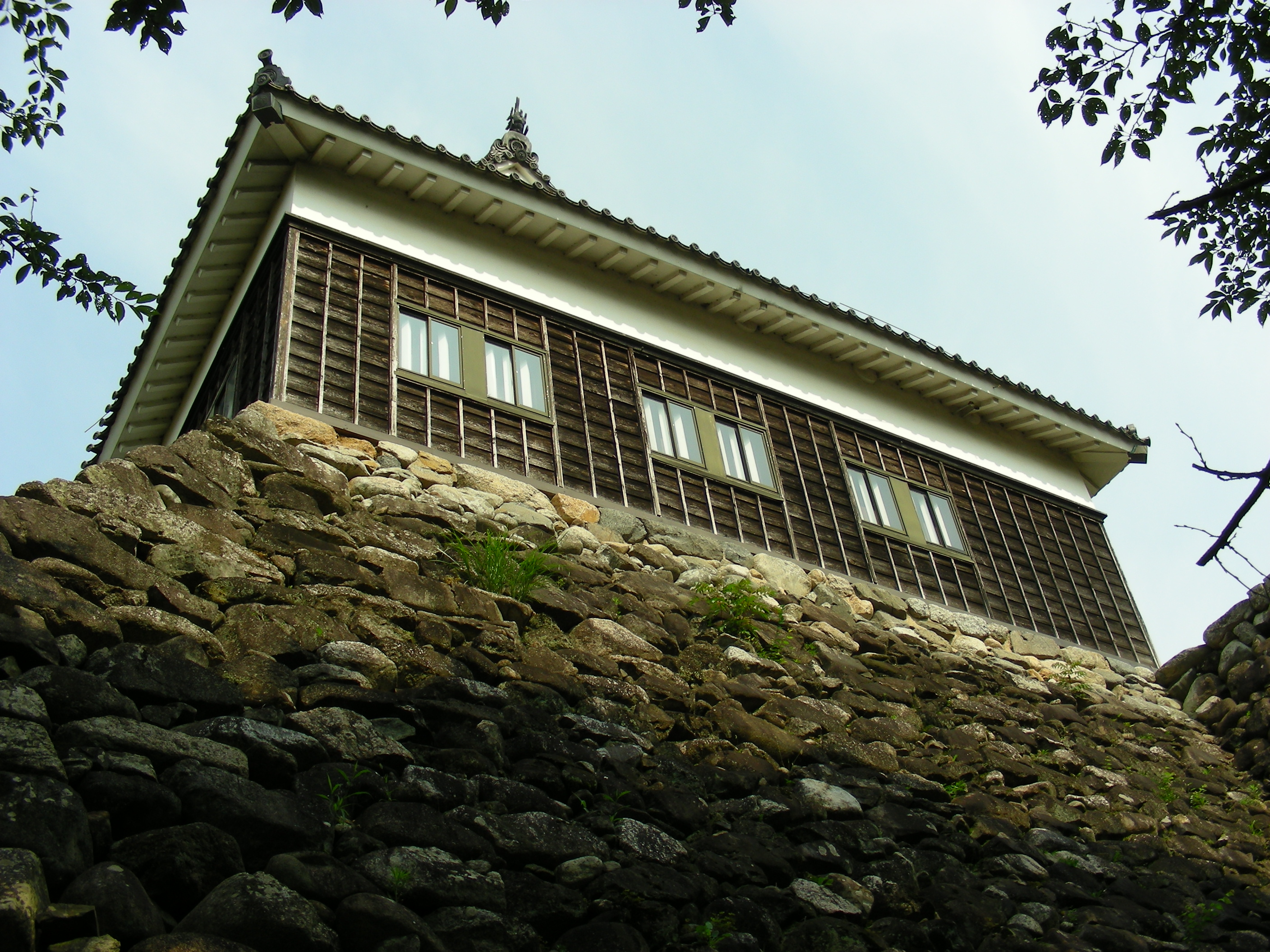
臨時の図書館となった多門櫓

第二次世界大戦中は、県内の多くの図書館が休館に追い込まれ、亀山町立図書館も活動が停滞した。1947年（昭和22年）5月、亀山城多門櫓で再開した。図書館の建物は戦災を受けておらず、亀山簡易裁判所・亀山区検察庁に貸し出されたため、図書館は多門櫓に移ったのであった。復興時の職員は2人だけだったが整備拡充を進め、1951年（昭和26年）には蔵書数9,484冊、図書館費370,236円で1日平均閲覧者数は141人と県内では四日市市立図書館に次ぐ2位であった。同年9月、亀山簡易裁判所・亀山区検察庁が新築移転したことにより、旧館へ復帰した。1952年（昭和27年）11月には三重県教育委員会から「教育功労団体」として表彰された。その背後には、町民が結成した図書館援護会が図書の寄贈、読書会の開催、図書館での奉仕活動を支援していたことがあった。1953年（昭和28年）10月、蔵書数が1万冊を突破し、記念講演会を開催した。
1954年（昭和29年）10月、亀山町が4村と合併し亀山市となったことに伴い、亀山市立図書館に改称した。1965年（昭和40年）度の蔵書数は19,833冊で鈴鹿市立図書館よりも多かったが、閲覧者数は8,513人と尾鷲市立図書館の次に少なかった。

### 若山町時代（1980-2022）

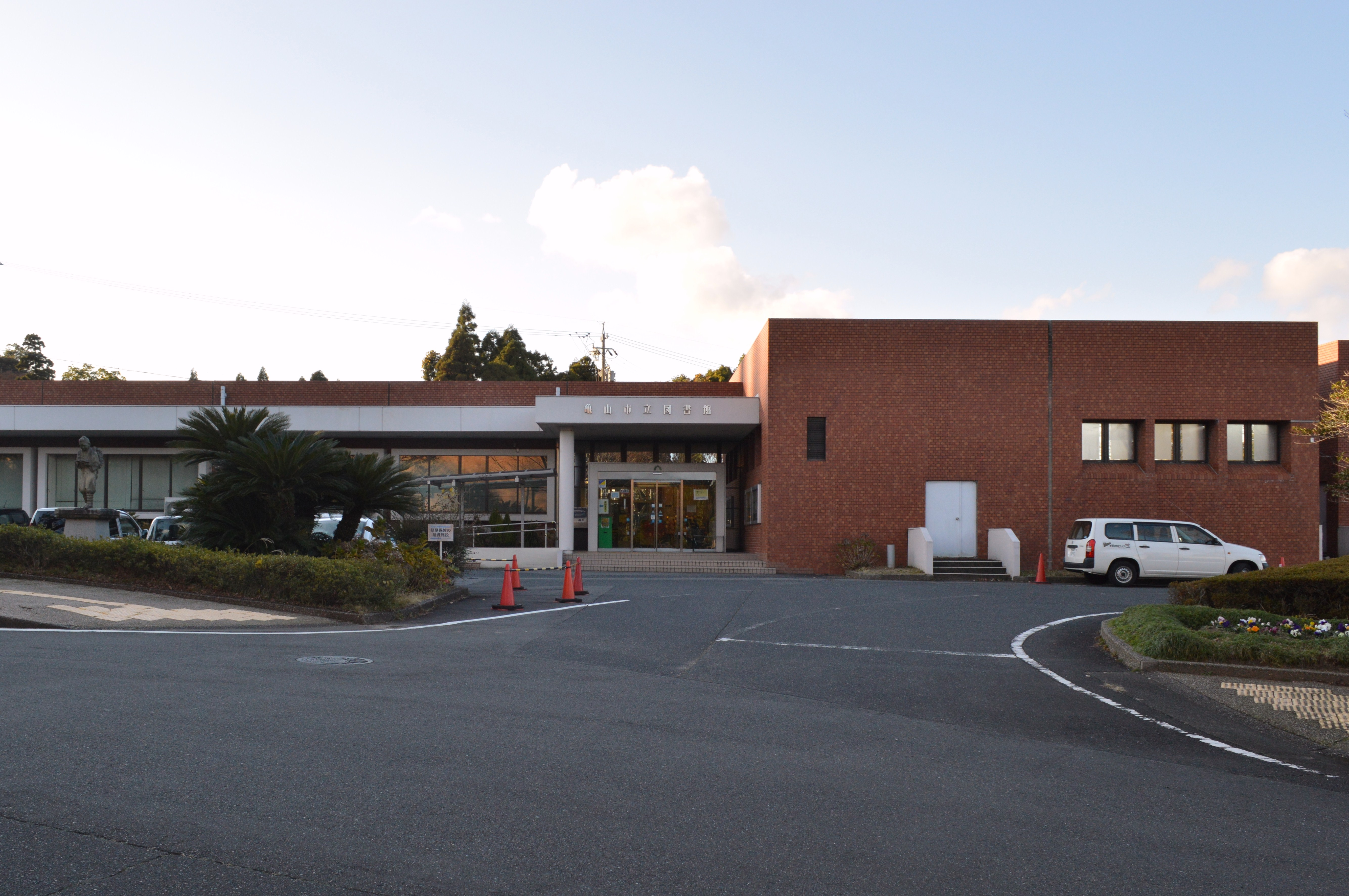
1980年から2022年まで使用された館舎

1979年（昭和54年）7月17日から新館の建設に着手し、総工費143,931千円をかけた工事は1980年（昭和55年）2月25日に竣工し、同年4月1日に新館へ移転した。鉄筋コンクリート構造平屋建ての陸屋根で、敷地面積は2,968.06m2、延床面積は958.54m2であった。新館の所在地は三重県亀山市若山町7番20号（北緯34度51分33.5秒 東経136度26分47.9秒 / 北緯34.859306度 東経136.446639度）で、東海旅客鉄道・西日本旅客鉄道（JR）関西本線・紀勢本線亀山駅から徒歩約15分の亀山公園の中にあった。周辺には亀山市歴史博物館や公益財団法人亀山市地域社会振興会 青少年研修センターなどもあり、文教地区の様相を呈したが、意図的にそうしたわけではなく、順次施設の整備が進められて結果的に文教地区のようになったものである。駐車場は21台分あり、2017年（平成29年）のアンケート調査によると、来館者の67.3%が自家用車を利用していた。
1980年7月に移動図書館「宝くじ号」を導入、市内8か所の巡回を開始した。1992年（平成4年）4月、新移動図書館「わかば号」を購入、同年11月に本館と移動図書館にコンピュータを導入、同時に貸出冊数を従来の2冊から現行の図書7冊・雑誌2冊に変更した。この頃には巡回先が21か所に増加し、蔵書数は6万5千冊になっていた。移動図書館は2006年（平成18年）2月で廃止された。
老朽化が進行したため、2008年（平成20年）9月に空調設備を更新、2013年（平成25年）12月8日には館内の改修工事が完了し、再開館した。この改修により、学習室の机に1台ずつ仕切りが設置された。
2020年（令和2年）4月20日から5月19日まで、新型コロナウイルス感染症対策として臨時休館した。同年7月25日、図書除菌機を導入した。2021年（令和3年）9月1日から9月30日に、再びコロナ対策のため休館した。
2022年（令和4年）8月、移転を前に「ありがとう図書館」と銘打った企画を開催し、閉架書架の見学会や、利用者が図書館の思い出を書いたメッセージカードを館頭に掲げる「としょかんれっしゃをつなげていこう」などの取り組みが行われた。同年8月31日19時に、移転準備のため、一旦閉館した。同年10月、新館に移行されない図書を市民らに配布するため、亀山市役所1階に「リサイクル図書コーナー」を設置し、同月16日には「本のリサイクル市」を亀山市歴史博物館で開催した。

### 駅前の図書館（2023-）
2016年（平成28年）11月、具体的な議論が始まる前に、亀山駅前の再開発事業の一環で、図書館の移転計画が浮上した。亀山市教育委員会は2017年（平成29年）7月に図書館整備基本構想を発表し、現館の立地条件を「読書活動には良好な環境」としつつも、利用実績が伸びていることと現館が手狭であることを指摘、「学びの場からつながる場へ」を基本理念に据え、新図書館の規模を3,300 m2と見積もった。この構想では新館の開館を2022年（令和4年）4月をめどとした。2017年12月17日には第1回の図書館市民ワークショップが開かれ、愛知工業大学教授の中井孝幸から解説を受けた後、市民らが新図書館に関する意見を出し合った。
2019年（平成31年）に再開発組合が組織され、2020年（令和2年）に亀山駅前の1.2 haの土地で、図書館・商業施設の複合施設と15階建て高層マンション（ポレスター亀山駅前）の建設工事が着工し、2022年（令和4年）11月24日に完成式が挙行された。亀山市文化会館（中央コミュニティセンター）で開かれた記念式典には、亀山市出身の三重県知事・一見勝之が出席し、祝辞を述べた。翌2023年（令和5年）1月23日、亀山市議会議員やまちづくり協議会役員ら約80人を招いて図書館の内覧会が開催された。

## 利用案内

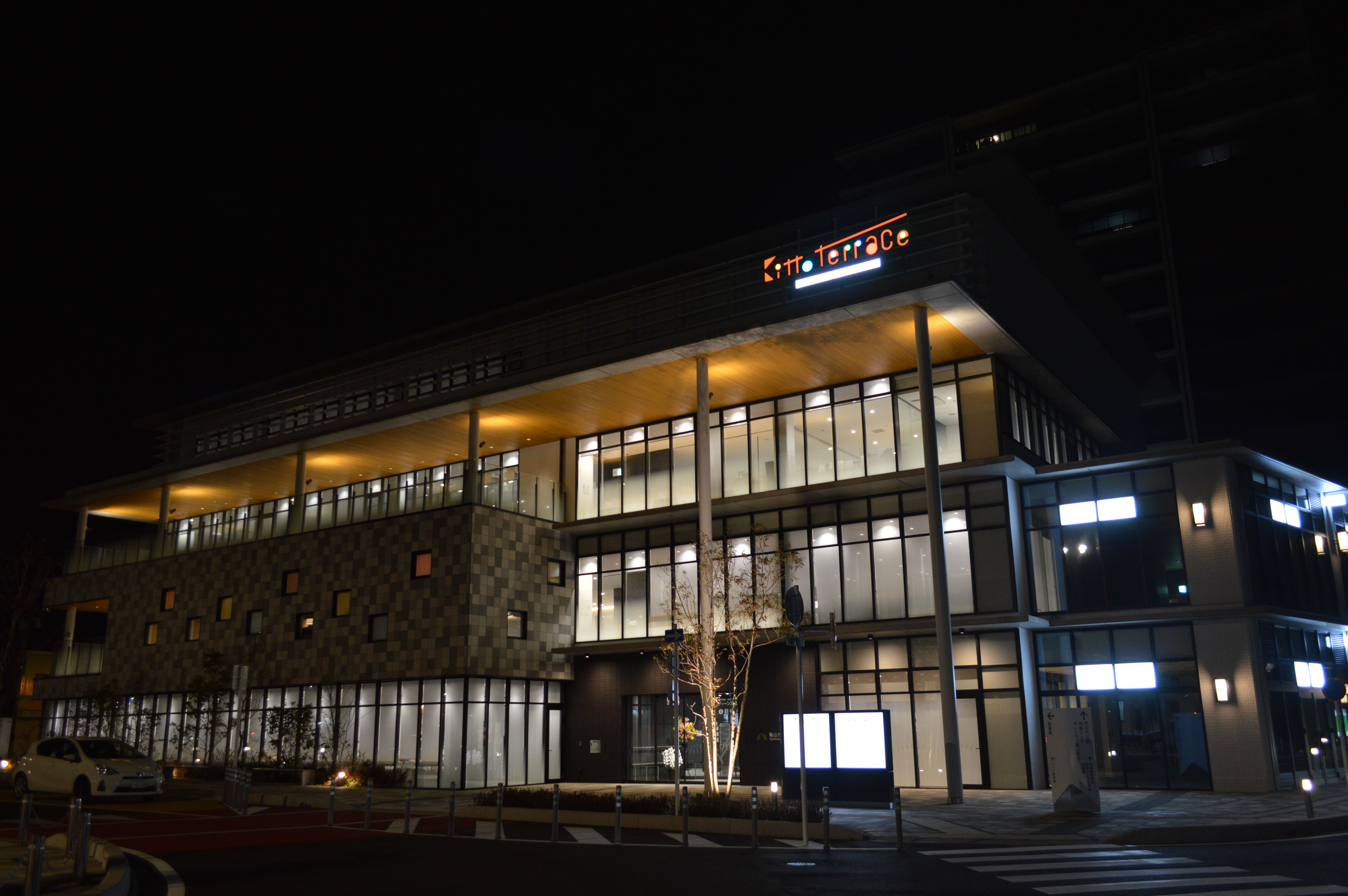
夜の図書館

図書館は4階建てで、館内は声を出したい人と静かに過ごしたい人が別々の空間で過ごせるようになっている。1階には「文化情報プラザ」と称する、中村晋也・衣笠貞之助ら亀山市ゆかりの人物を紹介するコーナーや亀山ブランド認定商品の展示コーナーのほか、新刊書や雑誌が配架されている。2階は親子のフロアと位置付けられ、絵本や育児本などがある。3・4階は一般開架で、学習室（個人・グループ）や亀山駅・布引山地を眺められるテラスもある。
- 開館時間：9時から20時まで（ただし1階展示交流エリアは21時まで）
- 休館日：火曜日（祝日の場合は翌日）、第4金曜日、特別整理期間、年末年始
- 貸出制限：亀山市に在住・通勤・通学する者または津市・鈴鹿市・伊賀市・滋賀県甲賀市に居住する者
- 貸出可能冊数：図書=10冊、雑誌=3冊
- 貸出可能期間：15日間（延長は1回のみ可能）
- 予約、リクエスト、団体貸出可能。

## 関図書室
関図書室（せきとしょしつ）は、亀山市関町泉ケ丘1011番地1の亀山関文化交流センター内にある。床面積は126m2、2015年（平成27年）4月1日現在の蔵書数は15,614冊で、2016年（平成28年）度の入館者数は6,409人、貸出者数は2,697人、貸出冊数は9,026冊であった。ISILはJP-1007253。開館時間は9時から16時30分まで、休館日は月曜日（祝日の場合は翌日）と第4金曜日である。8月を除く毎月、子どもアニメ上映会とおはなし会を開催している。
関図書室の起源は、1959年（昭和34年）に鈴鹿郡関町が設置した関町公民館文庫である。その後1979年（昭和54年）6月30日に竣工した関町民会館（現・亀山関文化交流センター）の中に図書室を移転し、亀山市に引き継いだ。亀山市・関町合併協議会では「関町の図書室の分館化については、合併後速やかに調整する」とされたが、2017年現在、条例上分館化されておらず、関図書室の名称も条例に基づく名称ではない。しかしながら、亀山市立図書館が管理運営を行っている。
2023年（令和5年）の新・亀山市立図書館の開館に伴い、コンピュータによる貸し出しを終了し、貸出票に氏名や書名などを記入してカウンターに提出する方式に変更した。図書室の利用カードの新規発行も終了し、カードを持っていない利用者は亀山市に在住・通勤・通学していることを確認できる書類を貸し出しの都度提示する必要がある。

## 特色

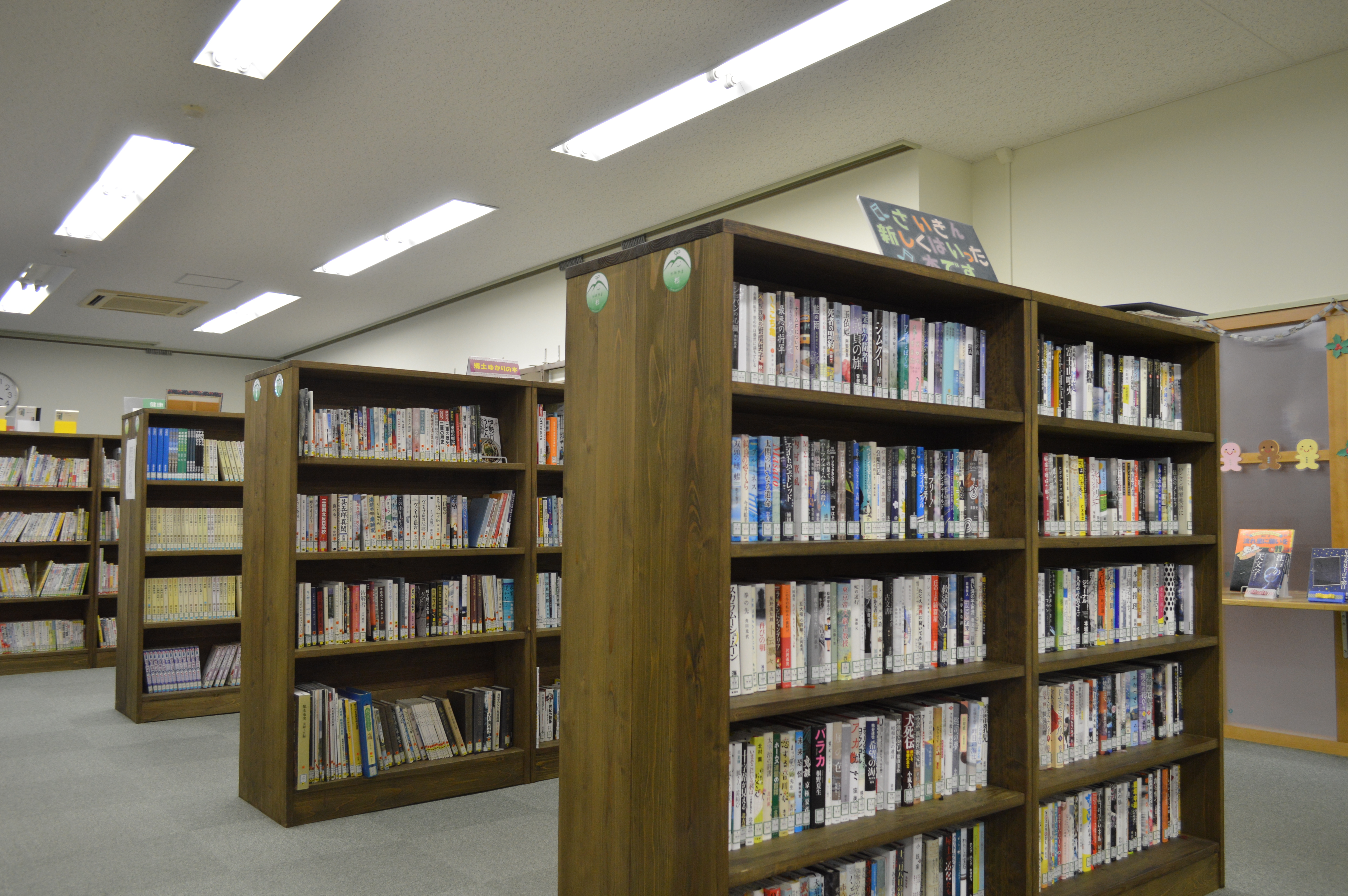
亀山産の杉材を用いた書架（旧館）

### 郷土資料の所蔵
郷土資料として伊勢亀山藩の藩校・明倫舎（後に明倫館に改称）の蔵書であった「明倫館文庫」、漢籍を中心とする「岡本文庫」、中等教育の教員を務めた清水次郎の残した図書類から成る「清水文庫」、亀山藩主に仕えた加藤家から寄贈された「加藤家文書」を所蔵していたが、1994年（平成6年）に亀山市博物館に移管している。2016年（平成28年）現在も所有するものは、亀山出身の彫刻家・中村晋也の著書『釈迦と十人の弟子たち』などの資料であり、専門のコーナーを設置している。

### 外国語図書の所蔵
2006年（平成18年）から2015年（平成27年）の過去10年の亀山市の人口に占める外国人の割合は4%前後であり、図書館では外国語図書を収集して相互理解の一助としようとしている。2015年（平成27年）現在、所蔵する外国語図書は多い順に、英語（592冊）、ポルトガル語（234冊）、スペイン語（220冊）、中国語（146冊）、フランス語（90冊）、その他（43冊）となっている。ただし利用状況は芳しくなく、最も貸し出しの多い英語でも292冊となっている。

### テレホン童話（1986-2020）
「亀山絵本と童話の会」と亀山市立図書館が共同で1986年（昭和61年）から2020年（令和2年）まで実施していた事業で、専用番号に電話をかけると3分間の創作童話を聞くことができるというものであった。亀山絵本と童話の会の会員が、テレホン童話で物語を朗読していた。童話は1か月に2話ずつ新作が提供され、1年分の作品が『くりの木』（発刊当初は『おかあさんのつくったおはなし』）という小冊子に収録された。電話で物語が聞けるサービスを図書館が実施しているのは日本全国でも珍しく、三重県では亀山市立図書館が唯一実施していた。終了までに朗読された童話（地域に伝わる民話を含む）はおよそ900点である。
創作童話の作品はほとんどが亀山絵本と童話の会の会員によるものであったが、毎年夏休みに図書館が創作童話を一般公募し、優秀作をテレホン童話で流していた。この取り組みは、市民の創作意欲を高める効果があり、亀山絵本と童話の会は三重県立図書館主催の「童話と絵本のコンクール」で多くの入賞者を出していた。2008年（平成20年）10月25日に行われた亀山市の事業仕分けでは、「ニーズが少なく不要」と判定されたが、2020年（令和2年）3月31日に終了するまで、事業を継続していた。終了理由は録音機器の老朽化とされる。なお、図書館による創作童話の公募「創作童話ちいさなお話」は2022年（令和4年）度も継続しており、同年度は13作品の応募があった。
亀山絵本と童話の会は、1982年（昭和57年）6月に絵本と童話が好きな母親らが集まって結成された。2020年（令和2年）時点の会員数は15人である。テレホン童話以外にも絵本の制作や人形劇の上演、絵本作りの講習会の開催、創作童話の審査などの活動を行っている。テレホン童話の活動は会の活動の中核を成すもので、創作の動機づけともなっていた。児童文学者の北村けんじは、朝日新聞の取材に対し、「これだけしっかりした会は全国でもあまりない。」と同会の活動を評している。